# Bienmesabe (dolce)
Il bienmesabe ("mi piace") è un dolce diffuso in Spagna, nelle Canarie e in Sudamerica a base di miele, tuorli d'uovo e mandorle macinate. 
Si sostiene che le sue origini siano da ricercare nella cucina dei mori.

## Descrizione
L'aspetto e la consistenza del bienmesabe cambiano sensibilmente di paese in paese. Può trattarsi infatti di una salsa o crema, un alimento dall'aspetto simile a una meringa o una torta. In alcune delle sue versioni fredde, il bienmesabe richiama le caramelle mou. Quando è una salsa, il bienmesabe è a volte versato sul gelato.
Nonostante queste differenze, l'alimento è sempre composto da una base di miele, tuorli d'uovo, mandorle macinate e zucchero. Gli ingredienti aggiuntivi possono includere la scorza di limone, la cannella e un alcolico che può essere vino dolce o sherry.

## Varianti

### Panama
A Panama il bienmesabe è a base di latte, riso, panela e sottoposto a cottura lenta.

### Perù
Il bienmesabe peruviano è un dolce già attestato nell'Ottocento. La versione più nota di questa preparazione, ovvero quella di Lima, ha le patate dolci. Nelle sue varianti, la pietanza incorpora ingredienti tipici. Ad esempio, a Lambayeque, comprende zucche della tipologia Cucurbita moschata, cirimoia e lucuma.

### Porto Rico
Il bienmesabe portoricano è uno sciroppo dolce preparato usando latte di cocco, tuorli d'uovo, rum e zucchero. Lo si applica sui savoiardi e le torte a base di pan di Spagna.

### Spagna

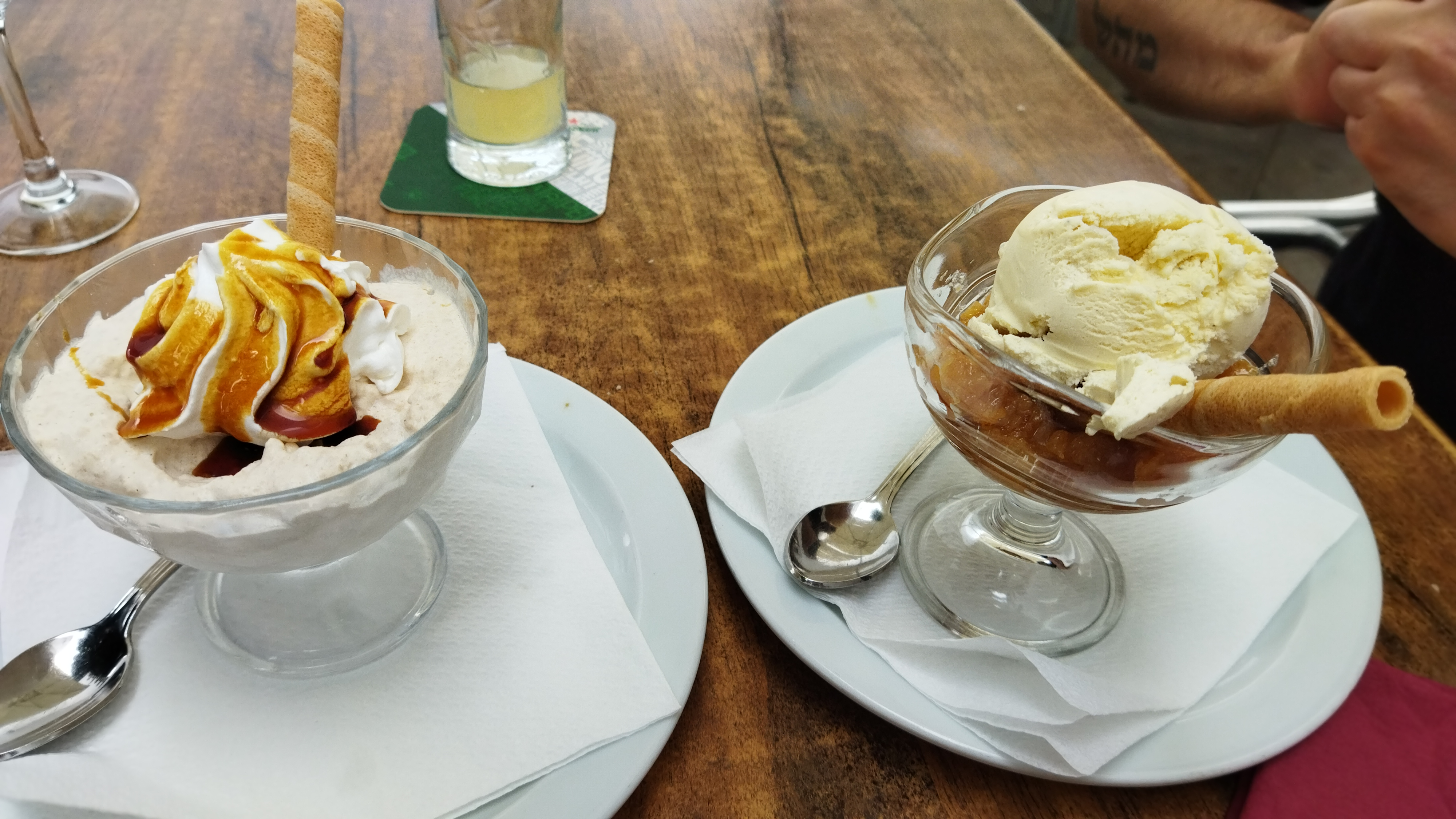
Mousse di gofio (a sinistra) e bienmesabe canario con gelato alla vaniglia (a destra)

Il bienmesabe antequerano è preparato in uno stampo per torte al marzapane, ha una consistenza soffice ed è insaporito con lo zucchero a velo.
Esiste anche un dolce omonimo, tra i più tipici delle isole Canarie, che sarebbe una salsa servita con lingue di gatto, spezzettate sull'alimento o servite a lato dello stesso.

### Venezuela
Anche la cucina venezuelana annovera tra le sue ricette una sua versione del bienmesabe, ovvero una torta con cocco e liquore.  Ne esiste una variazione con pan di Spagna imbevuta in una miscela di tuorli d'uovo e latte di cocco.